# Charles Radbourn
Charles Gardner Radbourn (Rochester, Nueva York, 11 de diciembre de 1854-Bloomington, Illinois, 5 de febrero de 1897), más conocido como Charles Radbourn, fue un jugador profesional estadounidense de béisbol que se desempeñó en la posición de lanzador en las Grandes Ligas de Béisbol (MLB). Es miembro del Salón de la Fama del Béisbol.

## Carrera
Radbourn jugó como profesional cinco temporadas en Providence Grays (1881-1885), después pasó a Boston Braves (1886-1889), luego a Boston Reds (1890), posteriormente a Cincinnati Reds, donde jugó una temporada (1891), y fue el equipo en el que se retiró.

## Reconocimiento
En 1939, ingresó como miembro al Salón de la Fama del Béisbol.